# Edmund Conen
Edmund „Ed“ Conen, genannt „Rolly“ (* 10. November 1914 in Ürzig, Rheinprovinz, heute Rheinland-Pfalz; † 5. März 1990 in Leverkusen), war ein deutscher Fußballspieler. Er wurde meist als Mittelstürmer eingesetzt; das Magazin 11 Freunde bezeichnete ihn 19 Jahre nach seinem Tod als „geschmeidig und hoch aufgeschossen wie ein Windhund, dabei schnell und durchschlagskräftig“. Reichstrainer Otto Nerz nominierte Conen 1934 mangels Alternativen für die Weltmeisterschaft in Italien, bei der er mit vier Toren zum dritten Platz der deutschen Mannschaft beitrug. Ursprünglich wurde der Angreifer durch diese Tore gemeinsam mit dem Tschechoslowaken Oldřich Nejedlý und dem Italiener Angelo Schiavio als Torschützenkönig der zweiten Weltmeisterschaftsendrunde geführt; am 10. November 2006 erkannte die FIFA jedoch Nejedlý ein fünftes Tor an, wodurch dieser zum alleinigen Torschützenkönig wurde. In der Achtelfinalpartie gegen Belgien erzielte Conen den ersten (lupenreinen) Hattrick der WM-Geschichte.
Während seiner – mit Unterbrechungen – 21 Jahre dauernden Vereinskarriere spielte er auch im heutigen Frankreich und der Schweiz. Zwischen 1934 und 1942 trug Conen in 28 Länderspielen das Nationaltrikot und weist mit 27 Toren bis heute nach Gerd Müller die beste Trefferquote eines deutschen A-Nationalspielers mit mindestens 25 Einsätzen auf.

## Edmund Conens Karriere

### 1924 bis 1952: Vereinslaufbahn
Edmund Conen eröffnete seine Seniorenlaufbahn beim FV Saarbrücken und stieg mit der Mannschaft in der Saison 1934/35 in die Gauliga Südwest auf. Nach einer Krankheitspause schloss er sich auf Vermittlung seines ehemaligen Trainers Ossi Müller 1938 den Stuttgarter Kickers in der Gauliga Württemberg an. Während des Zweiten Weltkriegs war er Gastspieler beim FC Mülhausen und dem Heeres-SV Groß Born. Im Jahr 1934 platzte sein vorgesehener Wechsel zu Werder Bremen, da Conen dem Deutschen Fußball-Bund verraten hatte, welche Summen Werder in neue Spieler investierte. Damals war Fußball in Deutschland noch Amateursport und Zahlungen an Spieler waren nicht erlaubt.
Für die Vereine Stuttgarter Kickers (13-11; 1939-42) und HSV Groß-Born (3-3; 1944) absolvierte er insgesamt 16 Endrundenspiele um die deutsche Fußballmeisterschaft und erzielte dabei 14 Tore. In der Endrunde 1939 kam der Nationalstürmer mit den Kickers punktgleich mit dem SK Admira Wien, beide Vereine kamen auf je 7:5 Punkte, auf den zweiten Platz in der Gruppe III. Der kombinationssichere, ballgewandte und dennoch gradlinige Angreifer erzielte jeweils bei den zwei Erfolgen gegen den SV Dessau 05 (3:2) und VfR Mannheim (4:1) drei Tore. Mit den Kickers setzte er sich an der Seite von Albert Sing in der Gauliga Württemberg von 1939 bis 1942 viermal in Serie als Meister durch. Mit Groß-Born scheiterte Conen in der Endrunde 1944 erst im Halbfinale durch eine 2:3-Niederlage an dem Luftwaffen-Sportverein Hamburg. Zu seinen Mitspielern zählten dabei Wilhelm Sold, Kurt Hinsch und Ernst Plener. Bereits im Juli 1933 hatte er Erfahrung in der Verbandsauswahl von Rheinhessen/Saar an der Seite seines Vereinskameraden Wilhelm Sold gesammelt und gehörte am 29. Juli 1934 in Nürnberg im Finale gegen Bayern der mit 5:3 siegreichen Südwestauswahl um den Kampfspiel-Pokal 1934 an. Conen zeichnete sich als dreifacher und Nationallinksaußen Josef Fath als zweifacher Torschütze dabei aus.
Nach dem Zweiten Weltkrieg spielte er bis 1950 erfolgreich mit den Kickers in der Oberliga Süd. In der Saison 1947/48 erzielten die „Blauen“ aus Degerloch das Rekordergebnis von 113 Toren und landeten damit auf dem dritten Rang. Conen erzielte 18 Treffer an der Seite der Offensivkollegen Kurt Lauxmann (26), Siegfried Kronenbitter (13), je elf Tore von Hellmut Schmeißer und Günter Sosna, sowie acht Treffern von Exnationalspieler Reinhard Schaletzki. In seiner Zeit bei den Kickers betrieb „Ed“ Conen in Stuttgart das 42 Betten-„Turmhotel“ im Bunker an der Rosensteinbrücke. Von 1950 bis 1952 war er in der Schweiz als Spielertrainer beim FC Young Fellows Zürich in der Nationalliga A tätig.
Vereinsstationen
- SV Ürzig 1921 (1924–1928 als Jugendlicher)
- FV 03 Saarbrücken (1928–1931 als Jugendlicher)
- Stuttgarter Kickers (1939–1950)

- FC Mülhausen 1893 (1943–1944 als Gastspieler)
- Heeressportverein Groß Born (1943–1944 als Gastspieler)

- SG Hermsdorf (1945)
- FC Young Fellows Zürich (1950–1952 als Spielertrainer)

### 1934 bis 1942: Nationalmannschaftskarriere
Er bestritt zwischen 1934 und 1942 28 Länderspiele für den DFB und erzielte dabei 27 Tore. Sein Debüt hatte er im Alter von 19 Jahren im Januar 1934 bei einem Länderspiel gegen Ungarn, bei dem er ein Tor schoss. Insgesamt 14 Mal war er während seiner Zeit beim FV Saarbrücken für die Nationalelf aktiv; ebenfalls 14 während seiner Zeit bei den Stuttgarter Kickers. Bei der zweiten ausgetragenen Weltmeisterschaft 1934 gehörte er zu den auffälligsten Mittelstürmern. Der Sturm mit ihm, Ernst Lehner, Karl Hohmann, Otto Siffling und Stanislaus Kobierski war mitentscheidend für den unerwarteten Erfolg der deutschen Elf im Turnier. Mit einem 3:2-Sieg (Tore: 2× Lehner, 1× Conen) gegen Österreich wurde der dritte Platz erreicht.
Eine Bestmarke setzte er mit seinen drei Toren in einer Halbzeit beim 5:2-Sieg im Achtelfinale gegen Belgien in Florenz. Diese Leistung konnte erst Gerd Müller bei der Fußball-Weltmeisterschaft 1970 beim 3:1 der deutschen Mannschaft gegen Peru als zweiter deutscher Spieler in der Geschichte der Fußball-Weltmeisterschaft egalisieren. Bemerkenswert ist die Tatsache, dass Conen bei diesem Turnier erst 19 Jahre alt war.
Im Alter von 21 Jahren wurde er schließlich von einer langwierigen Krankheit gestoppt. Conen litt an Herzneurose und hatte Angst vor Menschen. Dreieinhalb Jahre lang verschwand der Fußball aus seinem Leben. Nach dem 14. Länderspieleinsatz gegen Polen am 15. September 1935 (mit einem Conen-Treffer) konnte er erst am 25. Juni 1939 in Kopenhagen gegen Dänemark wieder sein internationales Comeback geben. Dabei erzielte er einen Treffer zum 2:0-Sieg. Im Kriegsjahr 1942 bestritt er sein letztes Länderspiel. Am 3. Mai gewann die deutsche Nationalmannschaft mit 5:3 Toren in Budapest gegen Ungarn. Nach einem 1:3-Halbzeitrückstand rissen Conen und der junge Fritz Walter das Spiel für die Mannschaft von Sepp Herberger noch aus dem Feuer.
| Nummer | Datum      | Gegner                      | Resultat | Tor(e)               | Bemerkungen       |
| ------ | ---------- | --------------------------- | -------- | -------------------- | ----------------- |
| 01     | 14.01.1934 | Ungarn                      | 3:1      | 80′                  |                   |
| 02     | 27.05.1934 | Belgien                     | 5:2      | 66′ 69′ 85′          | Weltmeisterschaft |
| 03     | 31.05.1934 | Schweden                    | 2:1      |                      | Weltmeisterschaft |
| 04     | 03.06.1934 | Tschechoslowakei            | 1:3      |                      | Weltmeisterschaft |
| 05     | 07.06.1934 | Österreich                  | 3:2      | 29′                  | Weltmeisterschaft |
| 06     | 27.01.1935 | Schweiz                     | 4:0      | 29′ 42′ 50′          |                   |
| 07     | 17.02.1935 | Niederlande                 | 3:2      | 2′                   |                   |
| 08     | 17.03.1935 | Frankreich                  | 3:1      |                      |                   |
| 09     | 12.05.1935 | Spanien                     | 1:2      | 11′                  |                   |
| 10     | 26.05.1935 | Tschechoslowakei            | 2:1      |                      |                   |
| 11     | 27.06.1935 | Norwegen                    | 1:1      |                      |                   |
| 12     | 30.06.1935 | Schweden                    | 1:3      |                      |                   |
| 13     | 18.08.1935 | Finnland                    | 6:0      | 43′ 46′ 75′          |                   |
| 14     | 15.09.1935 | Polen                       | 1:0      | 34′                  |                   |
| 15     | 25.06.1939 | Dänemark                    | 2:0      | 76′                  |                   |
| 16     | 15.10.1939 | Jugoslawien                 | 5:1      |                      |                   |
| 17     | 22.10.1939 | Bulgarien                   | 2:1      | 39′                  |                   |
| 18     | 26.11.1939 | Königreich Italien          | 5:2      | 70′                  |                   |
| 19     | 07.04.1940 | Ungarn                      | 2:2      |                      |                   |
| 20     | 01.09.1940 | Finnland                    | 13:0     | 8′ 16′ 32′ 47′       |                   |
| 21     | 15.09.1940 | Slowakei                    | 1:0      |                      |                   |
| 22     | 06.10.1940 | Ungarn                      | 2:2      |                      |                   |
| 23     | 20.10.1940 | Bulgarien                   | 7:3      | 19′ (EM) 60′ 63′ 74′ |                   |
| 24     | 16.11.1941 | Dänemark                    | 1:1      |                      |                   |
| 25     | 07.12.1941 | Slowakei                    | 4:0      | 27′ 62′              |                   |
| 26     | 18.01.1942 | Unabhängiger Staat Kroatien | 2:0      |                      |                   |
| 27     | 12.04.1942 | Spanien                     | 1:1      |                      |                   |
| 28     | 03.05.1942 | Ungarn                      | 5:3      |                      |                   |

### 1950 bis 1973: Trainertätigkeit
Nach den zwei Jahren in Zürich, von 1950 bis 1952, arbeitete Conen als Trainer, betreute unter anderem Eintracht Braunschweig von 1952 bis 1956 sowie 1956/57 den Wuppertaler SV in der Oberliga West. Mit der Mannschaft vom Stadion am Zoo belegte er mit den Spielern Günter Augustat, Alfred Beck, Erich Haase und Horst Szymaniak den neunten Rang in der Oberliga West. In der 2. Liga West arbeitete Conen anschließend von 1957 bis 1960 für Bayer 04 Leverkusen. Als Trainer von Amateurmannschaften hatte er in der Folge seinen größten Erfolg mit dem Leverkusener Verbandsligisten SV Schlebusch, den er 1963 zur Mittelrheinmeisterschaft führte. Seine letzte Trainerstation war der BV Opladen, mit dem er in die Landesliga Mittelrhein aufstieg. Beruflich arbeitete Edmund Conen in dieser Zeit im Eisenbahnausbesserungswerk Opladen.
Die Eintracht aus Braunschweig war im Juni 1952 durch das DFB-Sportgericht in das Amateurlager strafversetzt worden. Conen trat als Trainer an der Hamburger Straße in der Amateurliga Niedersachsen-Ost an. Mit den vier Ostakteuren Heinz Wozniakowski, Werner Oberländer, Winfried Herz und Torhüter Heinz Senftleben und dem Allrounder Werner Thamm als Gerüst führte er die Blau-Gelben zum souveränen Titelgewinn und nach der Aufstiegsrunde gegen die Konkurrenten VfL Wolfsburg, VfR Neumünster und Bergedorf 85 zur Rückkehr in die Oberliga Nord. Als Oberligarückkehrer gelang dem Trainer mit der Eintracht 1954 der vierte Rang.
Trainerstationen
- Stuttgarter Kickers (1950 als Interimstrainer)
- Eintracht Braunschweig (1952–1956)
- Wuppertaler SV (1956–1957)
- SV Bayer 04 Leverkusen (1957–1959)
- SV Schlebusch 1923 (1964)
- BV Opladen (1970–1973)

Bis zu seiner Pensionierung arbeitete er im Eisenbahnausbesserungswerk Opladen. Conen starb im März 1990 im Alter von 75 Jahren.

## Veröffentlichungen
- Edmund Conen: Edmund Conen erzählt. Erinnerungen des 28fachen Sturmführers der deutschen Nationalmannschaft. Sportbericht-Verlag, Stuttgart 1950 (62 Seiten).[8]